# 拉尔斯·永曼
拉尔斯·永曼（瑞典語：Lars Ljungman，1918年4月1日—1962年4月19日），瑞典男子冰球运动员，场上位置是前锋。他曾代表瑞典国家队参加1948年冬季奥林匹克运动会冰球比赛，获得第4名。